# Johann Frank (General)

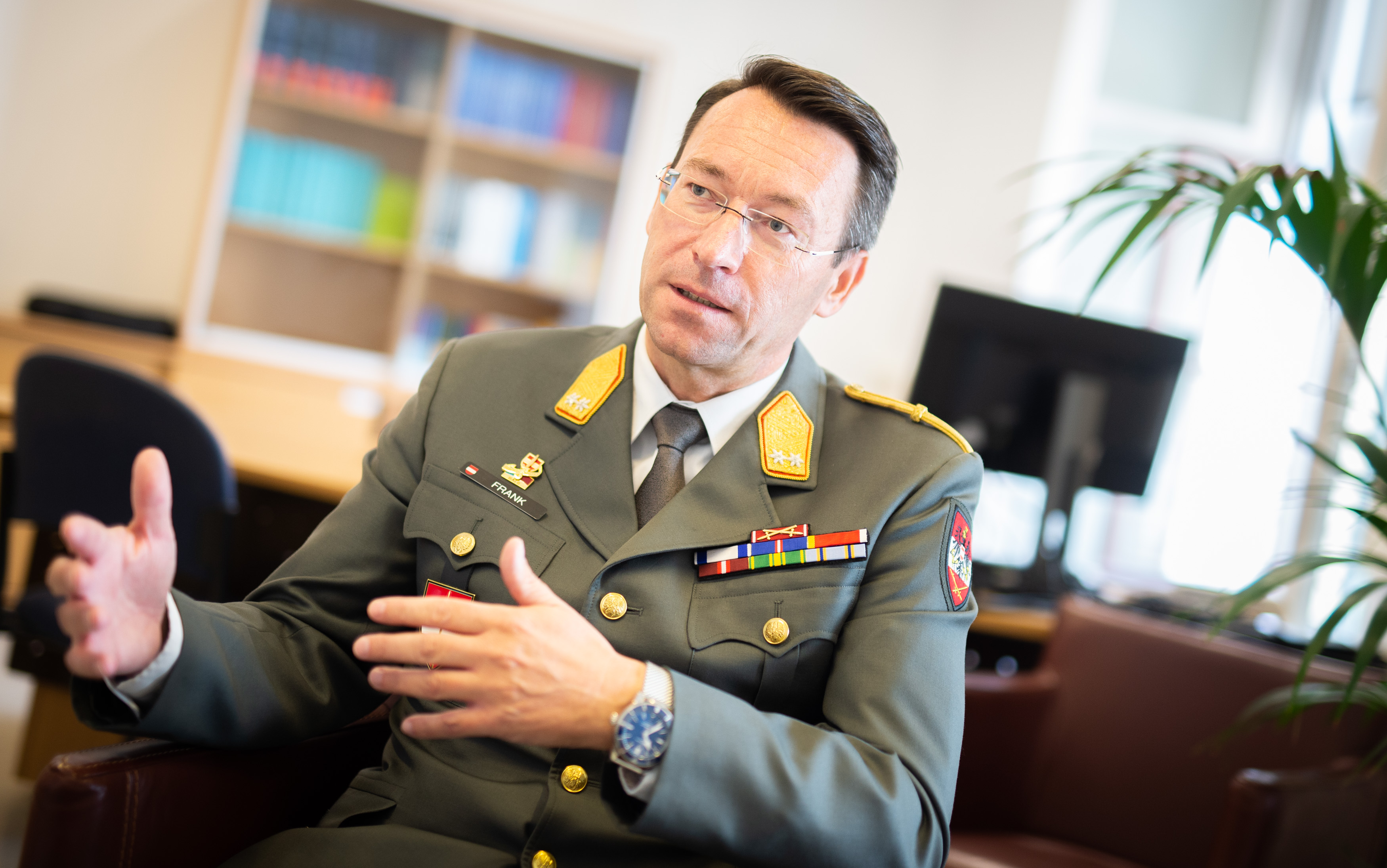
Generalmajor Johann Frank (2020)

Johann Frank (* 6. November 1969 in Leoben) ist Generalmajor des Österreichischen Bundesheeres. Er ist Kabinettsdirektor des Militärausschusses der Europäischen Union (seit Juni 2022) und unterstützt in dieser Funktion General Robert Brieger, der ab diesem Zeitpunkt den Vorsitz des EU-Militärausschusses übernommen hat. Von 2020 bis 2022 war er Leiter des Instituts für Friedenssicherung und Konfliktmanagement an der Landesverteidigungsakademie in Wien. Von 2014 bis 2020 bekleidete er die Funktion des Sicherheitspolitischen Direktors im Bundesministerium für Landesverteidigung (BMLV) und war ständiges Mitglied im Nationalen Sicherheitsrat (NSR) und dem Rat für Integration und Außenpolitik (RIA).

## Werdegang
Frank absolvierte seine Matura 1988 am Militärrealgymnasium in Wiener Neustadt und besuchte von 1989 bis 1992 die Theresianische Militärakademie. Nach seiner Ausmusterung wurde er Kompaniekommandant und Lehroffizier an der ABC-Abwehrschule, 1998 folgte die Beförderung zum stellvertretenden Institutsleiter ABC-Abwehrschule. 1999 erfolgte der Wechsel in den militärpolitischen Bereich im Bundesministerium für Landesverteidigung. Nach einer Verwendung in der Abteilung für Sicherheitspolitik des Bundeskanzleramts folgte 2008 die Beförderung zum Leiter des Büros für Sicherheitspolitik im Bundesministerium für Landesverteidigung.
2014 wurde er zum Leiter der Direktion Sicherheitspolitik ernannt sowie Verteidigungspolitischer Direktor des Bundesministeriums für Landesverteidigung und zum Generalmajor (GenMjr) befördert.
In dieser Zeit war er maßgeblich an der Konzeption grundlegender österreichischer Strategie Dokumente wie der österreichischen Sicherheitsstrategie und der Teilstrategie Verteidigung beteiligt. Ein besonderes Augenmerk legte er auf die Vertiefung der regionalen Verteidigungszusammenarbeit. Frank war maßgeblich an der Etablierung der Zentraleuropäischen Verteidigungskooperation (CEDC) beteiligt, an der neben Österreich, die Tschechische Republik, die Slowakei, Ungarn, Slowenien und Kroatien teilnehmen. Darüber hinaus unterstützte Frank besonders die verteidigungspolitische Heranführung der Westbalkan-Staaten an die EU und das sicherheitspolitische Engagement des BMLV in Westafrika.
2018 übernahm Frank die Leitung der BMLV-internen Koordination der österreichischen EU-Ratspräsidentschaft, nachdem er durch seine Funktion als Sicherheitspolitischer Direktor schon zuvor als hochrangiger Vertreter Österreichs bei EU-Treffen fungierte.
Als Leiter des Instituts für Friedenssicherung und Konfliktmanagement an der Landesverteidigungsakademie waren seine Arbeitsschwergewichte die verstärkte Ausrichtung des Instituts auf Aufgaben der Politikberatung, der Ausbau der China-Kompetenz und die Grundlagenforschung im Bereich geistige Landesverteidigung.
Frank promovierte 2002 an der Universität Wien am Institut für Politikwissenschaft zum Dr. phil.
Von 2007 bis 2009 absolvierte er den Master of Advanced Studies Security Policy and Crisis Management an der ETH Zürich.
Darüber hinaus nahm er an internationalen sicherheitspolitischen Kursen und Ausbildungen u. a. am Senior Executive Course in National and International Security an der Harvard Kennedy School sowie bei RAND und am European Security and Defence College (ESDC) teil.
2008 und 2013 war Frank Lehrbeauftragter an der Karl-Franzens-Universität in Graz für internationale und europäische Sicherheitspolitik.
Johann Frank ist verheiratet mit Iris Frank und Vater von zwei Kindern.

## Mitgliedschaften
- Österreichische Akademie der Wissenschaften[10]
- Korrespondierendes Mitglied des Wissenschaftsbeirats des Europäischen Forums Alpbach[11]
- International Institute for Strategic Studies (IISS)
- Wissenschaftskommission beim BMLV

## Publikationen
- Liste aller Publikationen (als Herausgeber und Autor) von Generalmajor Frank im Rahmen des BMLV
- Von 2010 bis 2014 war Frank Herausgeber der Reihe "Sicherheit und Strategie".
- Seit 2015 ist er Herausgeber der "Sicherheitspolitischen Jahresvorschau" des österreichischen Verteidigungsministeriums:

```
*
Sicherheitspolitische Jahresvorschau 2015

*
Sicherheitspolitische Jahresvorschau 2016

*
Sicherheitspolitische Jahresvorschau 2017

*
Sicherheitspolitische Jahresvorschau 2018

*
Sicherheitspolitische Jahresvorschau 2019

*
Sicherheitspolitische Jahresvorschau 2020

*
Sicherheitspolitische Jahresvorschau 2021

*
Risikolandschaft Österreich 2022 (Sicherheitspolitische Jahresvorschau 2022)
```